# Маркович Костянтин Петрович
Костянтин Петрович Маркович також Кость Маркович, Kostko Markovych (нар. 20 вересня 1968, Львів) — український живописець, іконописець, графік. Син відомого графіка Петра Марковича. По матері Вірі — онук патріярха УАПЦ Димитрія (Володимира Яреми). Член Національної спілки художників України (1999), Української спілки іконописців (2012). Заслужений художник України (2016).

## Життєпис
Костянтин Маркович народився 20 вересня 1968 року у Львові.
1987 року закінчив Львівське державне училище прикладного і декоративного мистецтва імені Івана Труша, 1993-го — Львівський інститут прикладного та декоративного мистецтва (педагоги з фаху Євген Лисик, Карло Звіринський, Володимир Овсійчук, Сергій Бабков).
З 1993 року працював викладачем кафедри рисунку і художнього розпису Львівського коледжу декоративного і ужиткового мистецтва імені Івана Труша. А від 1998 року донині працює на кафедрі сакрального мистецтва Львівської національної академії мистецтв: з 2005 року приват-доцент, з 2018 року — доцент.

## Доробок
Працює переважно у жанрі сакрального мистецтва, творячи в таких техніках як іконопис, стінопис, мозаїка, сграфіто. Лідер іконографічного гурту «Фавор», разом з яким починаючи з 1996 року реалізовував розроблені проекти храмової поліхромії. Працював у багатьох (понад 20) храмах України, Румунії, Польщі, Словаччини, Канади. Учасник багатьох міжнародних пленерів іконопису, зокрема, протягом 2010—2024 років брав участь у Міжнародному пленері іконопису в Новиці (пол. Międzynarodowe warsztaty ikonopisów w Nowicy). Інші творчі зацікавлення: пастель, книжкова графіка, шрифти. 
Автор кількох персональних виставок у Львові, Києві, інших містах України.
Кость Маркович глибоко розуміє багатовікові традиції сакрального мистецтва. Він дотримується усталених правил давнього візантійсько-руського іконопису, але при цьому додає до своїх композицій власне творче бачення та оригінальну інтерпретацію. Для його стилю характерні строгість, чистота та піднесене, трансцендентне звучання образів. Ікони Марковича, хоч і зберігають духовну, естетичну та формальну традиційність, водночас є сучасними творами. Вони вирізняються нестандартним тлумаченням канонічних сюжетів. Маркович часто додає до своїх зображень цитати зі Святого Письма, майстерно написані кириличними шрифтами. Виконання цих написів свідчить про його високий професіоналізм: витончена графіка та влучно підібраний текст збагачують композиційно-ритмічну структуру ікони та значно поглиблюють її духовний зміст. Художник вдумливо використовує християнську символіку кольорів, уникаючи різких контрастів. Його кольори тонко гармонізовані та підпорядковані змісту твору.  
Крім того, К. Маркович працює науково, досліджуючи іконографію храмового стінопису, український іконопис XV-ХVIІ ст. У 2020 році написав навчальний підручник «Композиція ікони, Синтез змісту і форми» (у співавторстві з Тарасом Лесівим). Упорядкував і видав двотомну монографію свого дідуся, Патріярха Димитрія «Іконопис Західної України XVI — поч. XVII ст.» (за що отримав премію імені Святослава Гординського Львівської ОДА у 2018 році).
Серед важливих робіт:
- Ікона Богородиці Воплочення у дворику Успенської церкви Львова (1994);
- Серія малярства на склі «Страсті Христові» (1995–1997);
- Ікони до іконостасу, цикл навісних композицій та поліхромія церкви Різдва Богородиці в м. Стебник Дрогобицького району (1995—1999, гурт «Фавор»)
- Іконографічний цикл «Різдво» (1999—2000);
- Ікони — «Святі українські новомученики» (1998), «Святий мученик Меркурій», «Святий мученик Пантелеймон» (1999, обидві в Успенській церкві Львова);
- Розписи українських церков Румунії: Воздвиження Чесного Хреста у м. Сігету-Мармацієй, 1996—1997; Святого Володимира в м. Лугож, 2001—2004; Святих апостолів Петра і Павла в с. Красна, 2002—2006 (гурт «Фавор»);
- Запрестольна мозаїчна ікона «Богородиця Одигітрія» (2000, церква Святого Володимира у Винниках);
- Поліхромія церкви Володимира і Ольги у Львові (збудованої за проектом архітектора Мирона Вендзиловича), 2002—2011; гурт «Фавор»);
- Ікони до іконостасу Покровського собору в м. Рівне (2005—2006, гурт «Фавор»)
- Проєкт і художній нагляд за виконанням мозаїчного триптиха для фасаду українського церкви Покрову Богородиці (м. Мельбурн, Австралія, 2008);
- Поліхромія церкви Святого апостола Андрія в с. Хоружівка Сумської области (2007—2009, гурт «Фавор»);
- Запрестольна ікона «Покладення Ризи Богородиці» (монастир на Святій горі, Золочівський район, Львівська область, 2009);
- Поліхромія церкви Святого Володимира в м. Новий Розділ (2010—2012; гурт «Фавор»);
- Іконографічний цикл «Хресна дорога» та поліхромія церкви Преподобної Параскеви в с. Шевченкове Івано-Франківська область, 2014—2019);
- Розпис церкви Святого Іллі в с. Єлиховичі Золочівського району Львівської области (2011—2020, гурт "Фавор);
- Розпис церкви Перенесення мощей Святого Миколая  у м. Ряшів, Польща (2013–2014, гурт "Фавор);
- Оздоблення фасадів церкви архістратига Михаїла, с. Підгороднє Золочівського району у техніці сграфіто (2016—2019, гурт «Фавор»);
- Ікони до іконостасу церкви Святих мучениць Віри, Надії, Любові та Софії в Золочеві (2020);
- Проєкт іконостасу, мозаїчних композицій та виконання ікон до церкви Собору Богородиці монастиря оо. Василіян в Брюховичах Львівської области (2018—2023);
- Ікони до іконостасу та розпис святилища церкви Святого Йосипа в м. Оквілл (Канада; 2022—2024).

## Нагороди
- Заслужений художник України (1 грудня 2016) — за значний особистий внесок у державне будівництво, соціально економічний, науково-технічний, культурно-освітній розвиток Української держави, вагомі трудові досягнення, багаторічну сумлінну працю[1];
- Львівська обласна премія імені Святослава Гординського (2018)[2].

### Інші видання
- Wiara i forma: Nowa ikona. — Warszawa: Mowią Wieki, 2021. — s. 98. — (Nowa Ikona). — ISBN 9788386156641.
- Jakubowska-Krawczyk K., red. 2024. Nowa ikona : w drodze. Korecki T. Przetłumaczone przez. Nowica: Stowarzyszenie Przyjaciół Nowicy, s. 52.
- Kost Markovych // Contemporary Sacred Art. Сучасне сакральне мистецтво / Люсія Бондар, Марія Цимбаліста. — Київ : УКМГРУПА, 2024. — С. 114—119. — ISBN 978-617-8417-01-7.